# Alassane Ouattara
Alassane Ouattara (født 1. januar 1942) er en ivoriansk politiker, der har været Elfenbenskystens præsident fra 2010. Alassane Ouattara, der har en doktorgrad i økonomi fra et amerikansk universitet, var 1990-93 premierminister i Elfenbenskysten; i 1993 fungerede han endvidere som stedfortrædende præsident under præsident Félix Houphouët-Boignys sygdom. Ouattara blev efterfølgende forhindret i at stille op som præsident, fordi hans far stammede fra Burkina Faso. I 2010 stillede ham op til præsidentvalget, som han vandt i anden valgrunde. Den siddende præsident, Laurent Gbagbo, nægtede imidlertid at anerkende resultatet, og først efter hårde kampe kunne Ouattara, der var internationalt anerkendt som valgets vinder og fik støtte af franske styrker og FN, overtage præsidentmagten.